# Baschurch
Baschurch – wieś w Anglii, w hrabstwie Shropshire. Leży 12 km na północny zachód od miasta Shrewsbury i 235 km na północny zachód od Londynu.